# Thomas Dickens Arnold
Thomas Dickens Arnold (* 3. Mai 1798 im Spotsylvania County, Virginia; † 26. Mai 1870 in Jonesborough, Tennessee) war ein US-amerikanischer Politiker. Zwischen 1831 und 1833 sowie nochmals von 1841 bis 1843 vertrat er den Bundesstaat Tennessee im US-Repräsentantenhaus.

## Werdegang
Im Jahr 1808 kam Thomas Arnold mit seinen Eltern in das Knox County in Tennessee, wo er eine private Erziehung erhielt. Im Alter von 14 Jahren nahm er als Trommler am Britisch-Amerikanischen Krieg von 1812 teil. Später arbeitete er als Lehrer in verschiedenen Bezirken Tennessees. Nach einem Jurastudium und seiner Zulassung als Rechtsanwalt im Jahr 1820 begann er in Knoxville zu praktizieren.
In den 1820er Jahren schloss sich Thomas Arnold der Bewegung gegen den späteren Präsidenten Andrew Jackson an und wurde Mitglied der National Republican Party, bevor er Mitte der 1830er Jahre der neugegründeten Whig Party beitrat. Bei den Kongresswahlen des Jahres 1830 wurde Arnold als Nationalrepublikaner im zweiten Wahlbezirk von Tennessee in das US-Repräsentantenhaus in Washington, D.C. gewählt, wo er am 4. März 1831 die Nachfolge des Demokraten Pryor Lea antrat. Bis zum 3. März 1833 konnte er eine Legislaturperiode im Kongress absolvieren. Diese war von den Diskussionen um die Politik von Präsident Jackson bestimmt. Dabei ging es um die umstrittene Durchsetzung des Indian Removal Act, den Konflikt mit dem Staat South Carolina, der in der Nullifikationskrise gipfelte, und die Bankenpolitik des Präsidenten. Am 14. Mai 1832 überstand Arnold ein Attentatsversuch durch einen gewissen Morgan A. Heard.
1836 wurde Thomas Arnold Brigadegeneral der Staatsmiliz von Tennessee. Später zog er nach Greeneville. Im Jahr 1840 wurde er als Kandidat der Whigs im ersten Distrikt von Tennessee erneut in den Kongress gewählt, wo er am 4. März 1841 William Blount Carter ablöste. Er war bis zum 3. März 1843 Mitglied im US-Repräsentantenhaus. Arnold war Vorsitzender des Committee on Claims. Diese Zeit war von den Diskussionen um einen Anschluss der seit 1836 von Mexiko unabhängigen Republik Texas geprägt. Außerdem belastete der Streit zwischen dem neuen Präsidenten John Tyler und den Whigs auch die Arbeit des Kongresses.
Nach dem Ausscheiden aus dem Kongress arbeitete Thomas Arnold wieder als Anwalt. Politisch ist er nicht mehr in Erscheinung getreten. Er starb am 26. Mai 1870 während einer Gerichtsverhandlung in Jonesborough und wurde in Greeneville beigesetzt. Er war Sklavenhalter.